# Thesium bergeri
Thesium bergeri är en sandelträdsväxtart som beskrevs av Joseph Gerhard Zuccarini. Thesium bergeri ingår i släktet spindelörter, och familjen sandelträdsväxter. Inga underarter finns listade i Catalogue of Life.